# Tommaso Pobega
Tommaso Pobega, né le 15 juillet 1999 à Trieste en Italie, est un footballeur international italien, qui évolue au poste de milieu axial au Bologne FC, en prêt de l'AC Milan.

## Biographie

### AC Milan
Né à Trieste en Italie, Tommaso Pobega est formé par le club de sa ville natale, l'US Triestina avant de rejoindre le Milan AC en 2013. Il débute cependant en Serie C avec le Ternana Calcio où il est prêté lors de la saison 2018-2019.

### Pordenone Calcio
Le 18 juillet 2019, il est à nouveau prêté pour une saison, cette fois en Serie B, au Pordenone Calcio. Il joue son premier match le 11 août 2019 en coupe d'Italie contre le Feralpisalò. Il inscrit également son premier but ce jour-là, mais son équipe s'incline par deux buts à un. Pobega joue son premier match de Serie B dès la première journée de la saison 2019-2020, le 26 août 2019 contre le Frosinone Calcio. Titulaire ce jour-là, il contribue grandement à la victoire de son équipe en inscrivant un doublé (3-0 score final).

### Spezia Calcio
Le 24 août 2020, Tommaso Pobega prolonge son contrat avec le Milan AC jusqu'en juin 2025 et il est prêté le 23 septembre 2020 au Spezia Calcio, tout juste promu en Serie A.
Il inscrit son premier but en Serie A le 1er novembre 2020 contre la Juventus de Turin (défaite 1-4 de la Spezia), avant de récidiver sur le terrain du Benevento Calcio le 7 novembre suivant (cette fois son équipe s'impose 0-3).

### Torino FC
Le 27 août 2021, Tommaso Pobega est à nouveau prêté pour une saison, cette fois au Torino FC. Pour son premier match pour le Torino, le 12 septembre 2021, Pobega se fait remarquer en inscrivant également son premier but, contre l'US Salernitana, en championnat. Il marque après son entrée en jeu et participe ainsi à la large victoire de son équipe par quatre buts à zéro.

### Retour au Milan AC
Lors de l'été 2022, Tommaso Pobega fait son retour au Milan AC. Il prolonge alors son contrat le 5 août 2022, le liant au club jusqu'en juin 2027, et il est cette fois-ci intégré à l'équipe première.
Le 17 décembre 2023, Pobega sort blessé au bout de 24 minutes de jeu lors d'un match de championnat contre l'AC Monza (victoire 3-0 de Milan). Touché à la cuisse gauche, il est absent pour au moins quatre mois.

### En sélection
En novembre 2021, Tommaso Pobega est convoqué pour la première fois avec l'équipe nationale d'Italie par le sélectionneur Roberto Mancini.
En mai 2022, Tommaso Pobega est de nouveau convoqué avec l'équipe nationale d'Italie pour disputer les matchs de Ligue des nations. Il honore sa toute première sélection face à l'Allemagne le 4 juin 2022, en rentrant en jeu à la 80 ème minute pour remplacer Sandro Tonali. Les deux équipes se neutralisent ce jour-là (1-1).

## Palmarès
Bologne FC
- Coupe d'Italie (1) :
  - Vainqueur en 2025[17]